# Tumba del antipapa Juan XXIII

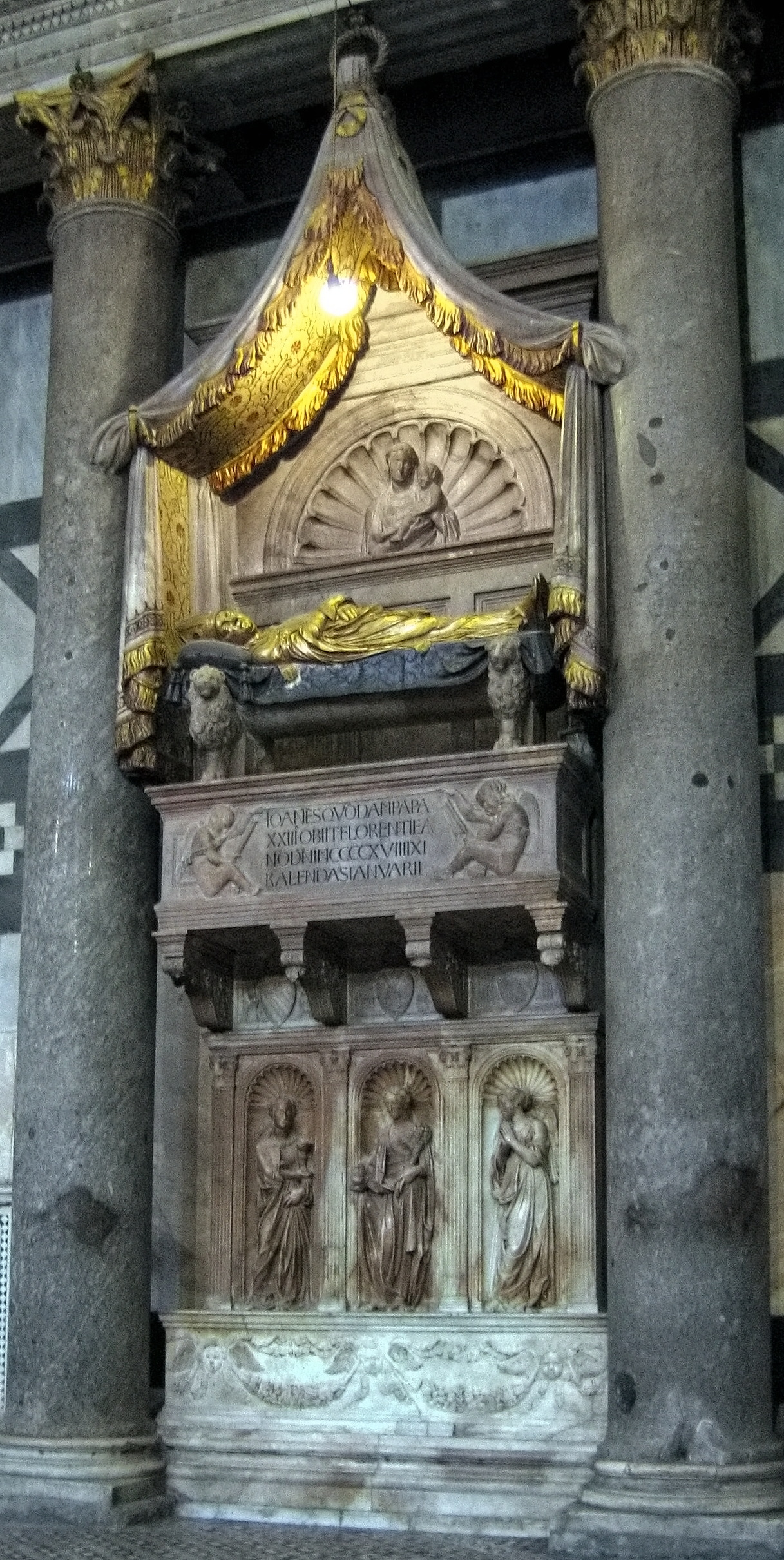
Tumba del antipapa Juan XXIII en el baptisterio de San Juan de Florencia.

La tumba del antipapa Juan XXIII (Baldassare Cossa, c. 1360-1419) es un monumento de mármol y bronce construido por Donatello y Michelozzo en el baptisterio de Florencia, adyacente al Duomo. Fue encargada por los albaceas del testamento de Cossa, después de su muerte el 22 de diciembre de 1419, y se completó durante la década de 1420, estableciéndolo como uno de los primeros hitos del Renacimiento florentino. Según Ferdinand Gregorovius, la tumba es «a la vez el sepulcro del Gran Cisma en la Iglesia y la última tumba papal fuera de la propia Roma».
Cossa tenía un largo historial de cooperación con Florencia, que lo vio como el pontífice legítimo por un tiempo durante el Cisma de Occidente. Generalmente, el monumento fúnebre se interpreta como un intento de fortalecer la legitimidad del pontificado de Cossa, al vincularlo al sitio espiritualmente solemne del baptisterio. La evocación del simbolismo papal en la tumba y el vínculo entre Cossa y Florencia se han interpretado como un desaire al sucesor de Juan XXIII, el papa Martín V o la indirecta «autopromoción de los Médici», ya que tal sepulcro se habría considerado inaceptable para un ciudadano florentino.
El diseño del monumento incluye figuras de las tres virtudes en los nichos, blasones de la familia Cossa, una efigie recostada de bronce dorado sobre un sarcófago con inscripción apoyado en ménsulas de leones, una Virgen con Niño en el luneto, con una canopia cubriendo la tumba. En el momento de su finalización, era la escultura más alta de Florencia y una de las pocas tumbas dentro del baptisterio o el Duomo vecino. El monumento fue la primera de varias colaboraciones entre Donatello y Michelozzo. La atribución de sus diversos elementos a cada uno de ellos ha sido debatida por los historiadores del arte, al igual que las interpretaciones de su diseño e iconografía.

## Antipapa Juan XXIII

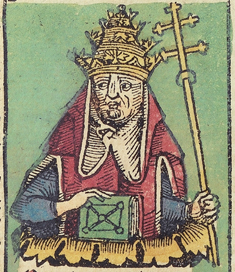
Retratado en las Crónicas de Núremberg (1493).

Tuvo una relación y un legado complicados en la ciudad de Florencia. Baldassare Cossa, su nombre secular, fue un noble napolitano que creció en Bolonia. El papa Bonifacio IX lo elevó a la archidiócesis de Bolonia en 1396 y lo creó cardenal en 1402. Después del Concilio de Pisa en 1409, Cossa alentó la rebelión contra el papa Gregorio XII, quien se negó a renunciar. Fue privado de su cardinalato, aunque lo restituyó el antipapa Alejandro V, elegido por dicho concilio.
Sucedió a Alejandro V bajo el nombre de Juan XXIII en 1410. Fue reconocido por Francia, Inglaterra, Bohemia, Prusia, Portugal, partes del Sacro Imperio Romano Germánico y numerosas ciudades estado del norte de Italia, como Florencia y Venecia; sin embargo, Benedicto XIII de Aviñón era considerado el legítimo papa por Aragón, Castilla y Escocia y Gregorio XII aún era apoyado por el rey Ladislao I de Nápoles, el condotiero Carlo I Malatesta, los príncipes de Baviera, el elector Luis III del Palatinado y regiones de Alemania y Polonia.
Cuando Ladislao I conquistó Roma en 1413, Juan XXIII se vio forzado a huir a Florencia. El emperador teutón Segismundo lo obligó a convocar al Concilio de Constanza en 1414, pero huyó al año siguiente, cuando la amenaza a su pontificado y posiblemente a su persona se hizo patente. Aunque esperaba que su partida dispersara al concilio, los miembros a los que llamó a unírsele, bajo la protección del duque Federico IV de Austria, continuaron atendiendo la reunión. Cuando Juan XXIII intentó abrirse paso hacia territorio del duque Juan I de Borgoña, Federico IV lo capturó y entregó a Segismundo y el concilio y fue hecho preso por Luis III.
Mientras tanto, el concilio depuso a Juan XXIII el 29 de mayo de 1415 y eligió al papa Martín V el 11 de noviembre de 1417; este último se dirigió a Florencia en febrero de 1419. Cossa fue rescatado por los florentinos en 1419 —Luis III había abandonado su lealtad a Segismundo en 1417—, como había tramado Giovanni di Bicci de' Medici. El rescate pudo haber sido una recompensa por la ayuda pasada en Florencia o una maniobra para presionar a Martín V —aún en Florencia; llegaría a Roma en septiembre de 1420— o ambos. Cossa había colaborado con Florencia para conquistar Pisa en 1405, en su calidad de legado papal en Bolonia y, cuando era papa, había designado al banco Médici como depositario general de las finanzas papales.
En Florencia, Cossa se sometió a Martín V el 14 de junio de 1419 y fue recompensado con un capelo cardenalicio el 26 de junio; murió el 22 de diciembre. Aunque recibió el título de cardenal obispo de Tusculum, se llamaba a sí mismo «cardenal de Florencia».
Su cuerpo fue trasladado al baptisterio y se ofició un funeral de nueve días, según lo prescrito por el Ordo Romano, que contó con la asistencia de la élite florentina y la corte papal. El cadáver fue coronado con una mitra blanca y su capelo cardenalicio a los pies en el féretro funerario durante los rituales, que tuvieron lugar dentro del baptisterio y el Duomo. En los primeros tres días de ceremonias celebraron su rol como cardenal y papa, su alianza con Florencia y su vida como ciudadano particular. Recibió un entierro temporal hasta que se completó la tumba.

## Encargo

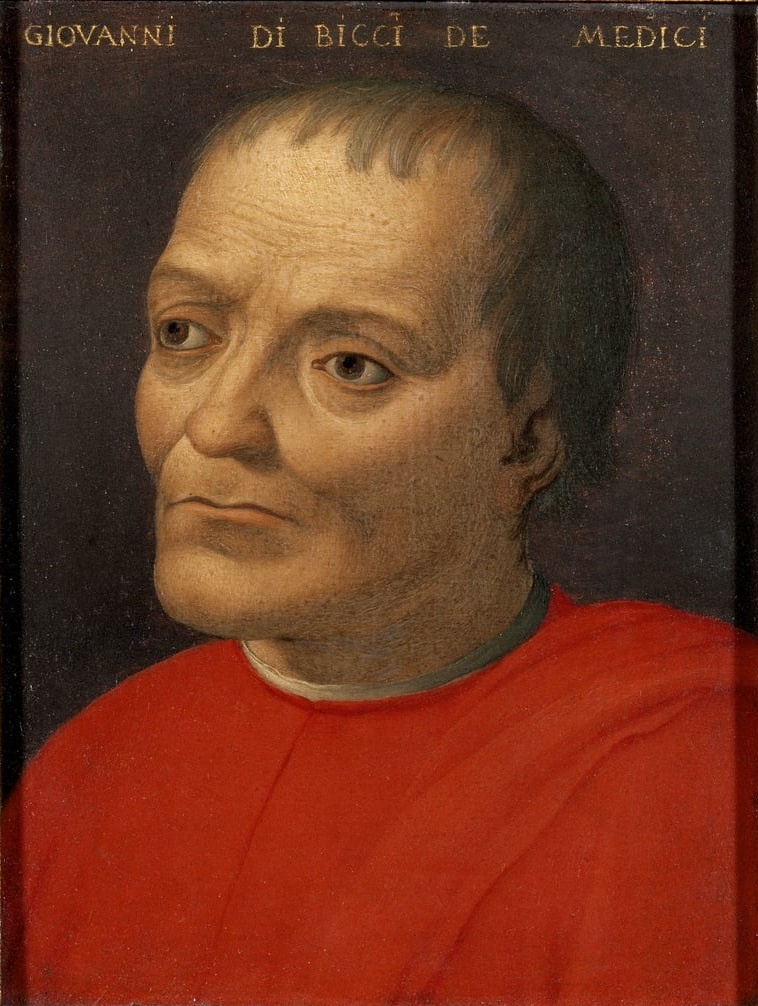
Giovanni di Bicci de' Medici, uno de los albaceas del testamento de Cossa.

Las negociaciones para la puesta en marcha de la construcción de la tumba duraron aproximadamente una década después de la muerte de Cossa. En su última voluntad y testamento, escrita en su lecho de muerte el 22 de diciembre de 1419, hizo varios de los legados cívicos florentinos habituales, actos de caridad y cortesías eclesiásticas tradicionales, pero la mayor parte de su patrimonio quedó en manos de sus sobrinos Michele y Giovanni. Los albaceas tuvieron prioridad con los sobrinos y el patrimonio permaneció en disputa por varios acreedores mientras se completaba la tumba.
Cossa designó a cuatro importantes florentinos como albaceas: Bartolommeo di Taldo Valori, Niccolò da Uzzano, Giovanni di Bicci de' Medici y Vieri Guadagni, permitiendo a cualquiera de ellos actuar en nombre de los cuatro, como Valori y Medici aparentemente lo hicieron. Valori murió el 2 de septiembre de 1427, momento en el que Guadagni ya había fallecido y Uzzano había perdido el interés por mucho tiempo, dejando el trabajo restante del encargo a Giovanni o, más probablemente, Cosimo de' Medici.
Los albaceas afirmaron que Cossa había expresado su deseo de ser enterrado en el baptisterio, pero había sido demasiado modesto para solicitarlo en su testamento. La mayoría de estudiosos posteriores aceptan este testimonio de los albaceas, atribuyendo a Cossa «tacto y táctica», aunque al menos uno ha postulado que ellos eligieron el sitio del baptisterio en contra de los deseos del susodicho.
Los registros documentales indican que, el 9 de enero de 1421, Palla Strozzi, en nombre del Arte di Calimala, la guilda responsable del mantenimiento del baptisterio, autorizó un monumento breve et honestissima («pequeño y discreto») en el edificio, mas no la capilla solicitada en la última voluntad; los estudiosos modernos dan crédito de la afirmación de Strozzi de que el entierro dentro del baptisterio era un honor considerable, posiblemente más allá del estatus de Cossa. Luego de esta reunión, no hay registros existentes en la guilda con respecto a la tumba, ya que se ha perdido la mayor parte de los documentos de la década de 1420, aunque existen las notas del senador Carlo Strozzi, quien revisó los registros.
Tradicionalmente, el consentimiento de la guilda tiene su origen en la donación de Cossa de la reliquia del dedo índice derecho de Juan el Bautista al baptisterio, así como doscientos florines para un relicario apropiado. Con este dedo se cree que Juan había señalado a Jesús, diciendo ecce agnus dei («He aquí el Cordero de Dios») en Juan 1:29. La larga y complicada historia de la reliquia solo había aumentado el estatus legendario del dedo: Filoteo I, patriarca de Constantinopla, la presentó en 1363 al papa Urbano V, quien lo pasó a sus sucesores Gregorio XI y Urbano VI, a quien le fue arrebatado de durante el asedio de Nocera; posteriormente Juan XXIII la compró por ochocientos florines y la usó en su persona antes de esconderla en el monasterio de Santa Maria degli Angeli de Florencia.

## Compleción

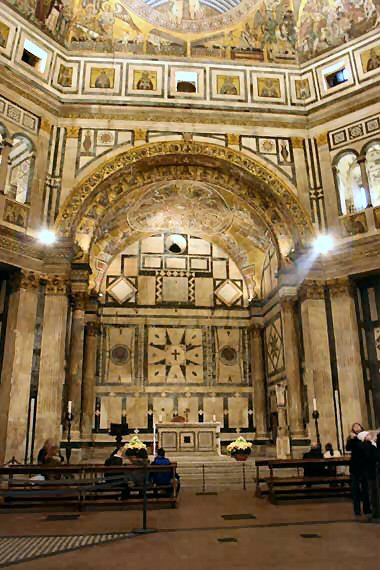
La tumba fue diseñada para integrarse con el interior del baptisterio de Florencia.

No se conoce con precisión la cronología de la finalización de la tumba, pero algunas porciones se pueden determinar a partir de diversas fuentes. Según la referencia de paso de un notario florentino, se instaló parte de la tumba en 1424, según el calendario florentino. El Catasto de Michelozzo de julio de 1427 indica que había sido socio de Donatello durante unos dos años (due anni o incircha') y que habían gastado las tres cuartas partes del presupuesto de ochocientos florines. Para armonizar estos relatos, se debe concluir que la cronología de Michelozzo es imprecisa, que Donatello recibió la comisión antes de que se formara la sociedad o que el año de 1424 en el calendario florentino corresponde a 1425 en el calendario moderno.
El 2 de febrero de 1425, Bartolomeo Valori y Cosimo de' Medici solicitaron la mitad de los ochocientos florines que habían sido depositados en el Calimala, probablemente por un trabajo ya completado. Este depósito era un seguro en caso de que los albaceas dejaran la tumba sin terminar y la guilda se viera forzada a pagar por su finalización, como había pasado con el relicario del dedo. Esta solicitud también es la evidencia más directa de la participación de Cosimo en la puesta en marcha. A pesar de este documento, se cuestionó la afirmación de Vasari en su Vite de 1550 de que Cosimo era responsable del manejo de la comisión.
Probablemente instalaron el sarcófago el 2 de mayo de 1426 o poco antes, cuando el Calimala contrató dos capellanes para oficiar una misa diaria por el alma de Cossa. Los registros del taller del Duomo indican que, el 28 de enero de 1427, Valori adquirió cuatro bloques de mármol blanco para la tumba.
Se desconoce la fecha exacta de la terminación, pero un terminus post quem extremo es la muerte del papa Martín V en 1431, quien se sabe visitó la tumba ya terminada; otros factores han empujado el terminus ante quem de vuelta significativamente a la década de 1420. El indicio más confiable es que, en septiembre de 1428, Jacopo della Quercia regresó a Bolonia y produjo unos grabados de virtudes en el muro de la tuba que reflejan detalles minuciosos de los atributos de Cossa.
Vasari sugiere que la tumba superó el presupuesto, llegando a mil florines, aunque no está claro quién cubrió el exceso. Aunque se desconoce la fuente original de esta afirmación, ha ganado credibilidad con los estudiosos modernos, ya que solo la efigie habría costado quinientos florines, pero su certitud podría tomarse con un grano de sal.

## Diseño

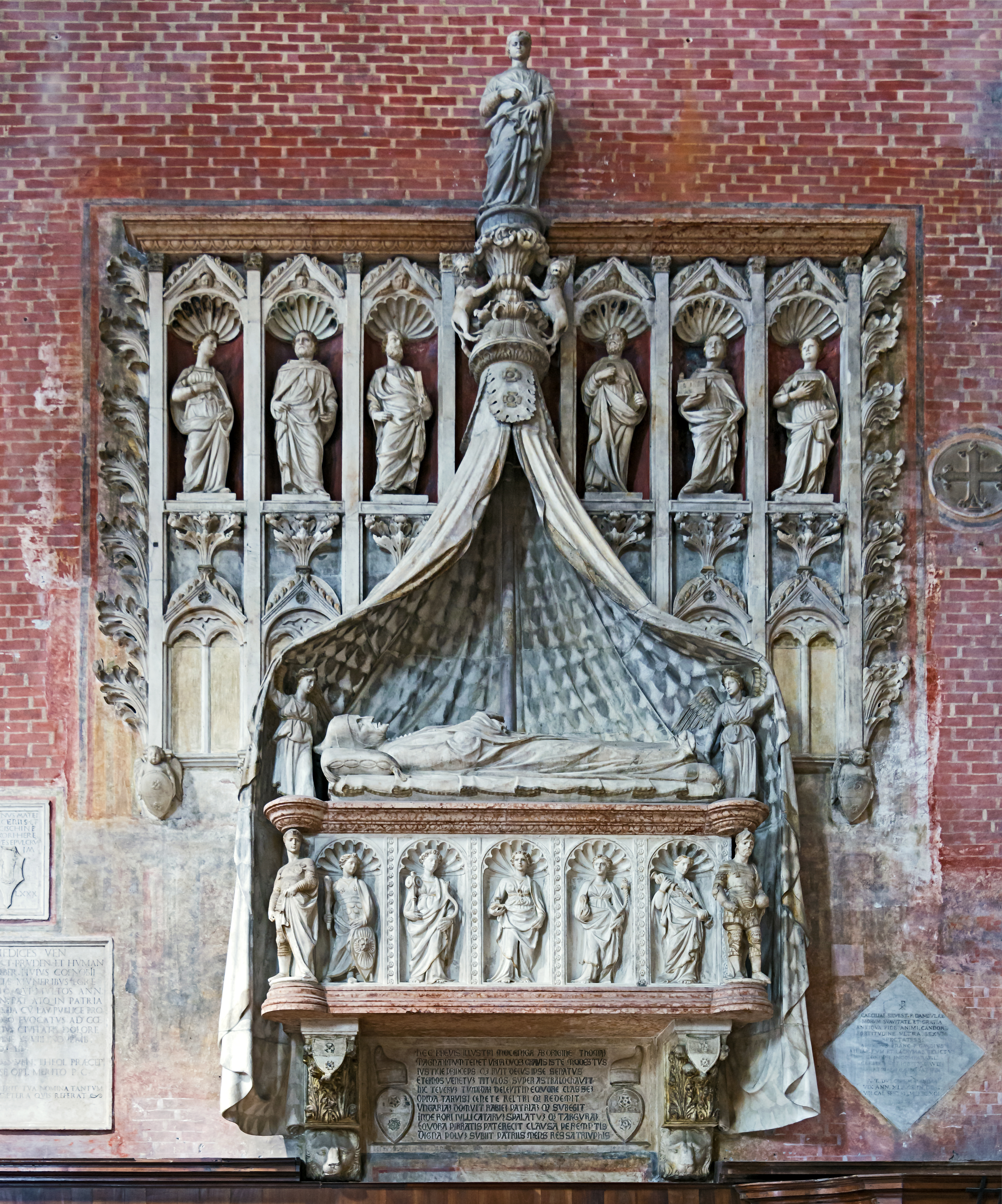
La estrecha tumba veneciana contemporánea del dux Tommaso Mocenigo de 1423.

El baptisterio ya contenía tres sarcófagos: los del obispo Ranieri (muerto en 1113) y dos sepulcros romanos rutilizados. Sin embargo, el monumento fúnebre a 7.32 m de altura fácilmente era el monumento más alto del baptisterio y, en ese momento, de Florencia. El Duomo contiene pocas tumbas, con algunas excepciones notables, como la de Aldobrandino Ottobuoni.
El monumento fúnebre se adaptó a las condiciones impuestas por el Calimala y se integró con el interior del baptisterio. Se requería que la tumba de pared se colocara entre dos columnas corintias existentes, aquellas entre las puertas del norte de Ghiberti y la tribuna occidental, constituyendo un tercio de una de las paredes octogonales, cerca del altar y frente a las puertas del este de Ghiberti. El escenario priva de luz a la tumba, especialmente cuando las puertas del baptisterio están cerradas, que normalmente es el caso. Sería aún más oscuro si no fuera por la pared posterior de la «pantalla» que sobresale 48.4 cm de la pared del baptisterio. El mármol blanco y marrón en tonos tenues integra aún más la estructura con el blanco y verde policromático del interior del baptisterio. Algunos estudiosos aceptan el bosquejo coloreado de Buonaccorso Ghirberti como evidencia de que la «policromía original borrada» de la tumba estaba más integrada, aunque otros sostienen que el bosquejo es demasiado inexacto. El concepto de la canopia con las columnas y la presunción de ser apoyada por la cornisa del baptisterio hacen que el monumento fúnebre esté «unido a la arquitectura» que lo rodea, incluso si la unión es morganático. Además de la efigie en el sarcófago, todas las demás figuras esculpidas están en altorrelieve.
Aunque el estilo de la obra es completamente clasicista, la estructura general refleja el tipo más grandioso de la tumba de pared medieval italiana, en la que es característica la acumulación vertical de una serie de elementos diferentes. La escultura gótica italiana siempre conservó elementos considerables del clasicismo y no era necesario que Donatello y Michelozzo adoptaran un esquema general radicalmente original de los de Tino di Camaino, escultor sienés cuyas tumbas murales del siglo anterior habían sido muy influyentes en toda Italia. Una efigie de mármol de tamaño natural encima de un sarcófago sobresaliente elevado es muy típica. El motivo de las cortinas en la parte superior se encuentra con frecuencia en los monumentos que usan detalles decorativos góticos y la forma recuerda los gabletes triangulares de los monumentos en un estilo más completamente gótico; otros monumentos tienen cortinas, muchas veces abiertas por ángeles, alrededor de la efigie y luego esculturas en la parte superior. El monumento de Cossa generalmente se compara con el del dux Tommaso Mocenigo de Venecia, de 1423, que tiene santos de alto relieve en nichos de conchas en y sobre el sarcófago, del que un gran par de cortinas se recogen en una sola terminal; sin embargo, los detalles arquitectónicos aquí son góticos. El diseño de la tumba de Cossa fue elaborado y adaptado a las convenciones locales en el sepulcro, por el mismo equipo para el cardenal Brancacci en Nápoles, e influyó en el monumento a Leonardo Bruni por Bernardo Rossellino, unos veinte años después, en la basílica de la Santa Cruz de Florencia.

### Base
La losa de base (pilono) de la tumba descansa sobre un pedestal de 38 cm de alto, separado por una cornisa y molduras cóncavas. El pilono tiene 1.39 m de alto y 2.02 m de ancho, decorado con un friso de cabezas de ángel alado (posiblemente serafines) y guirnaldas y cintas.

### Virtudes

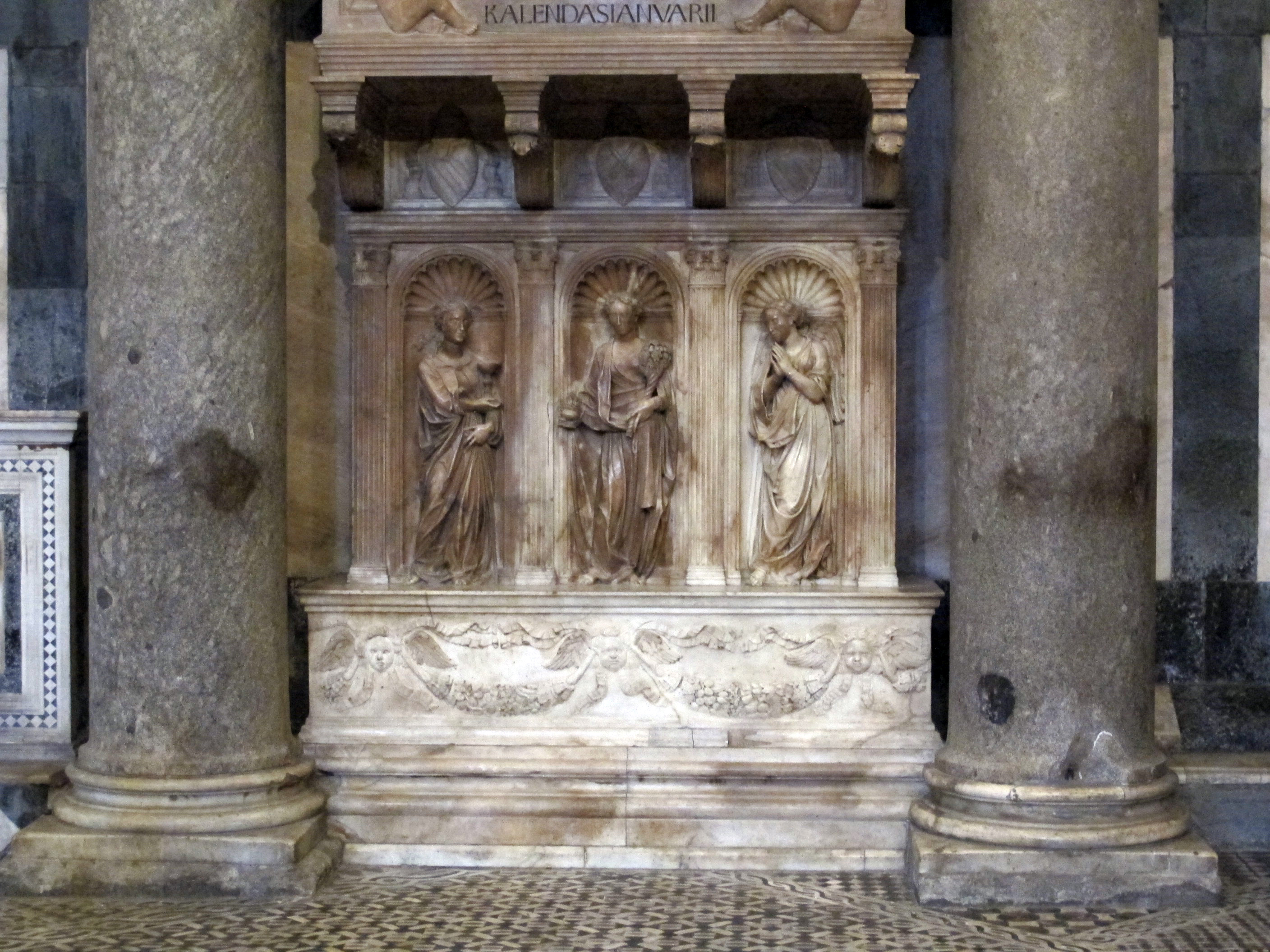
Virtudes por Michelozzo.

Sobre el pilono, separados por la cornisa, están las tres virtudes de Juan XXIII, de izquierda a derecha, Fe, Caridad y Esperanza, en nichos de conchas, divididas por cuatro pilastras estriadas corintias. Tal motivo no tenía precedentes en la escultura funeraria toscana, pero se encuentra en esta fecha en Venecia, Padua y especialmente Nápoles, ciudad natal de Cossa. Como resultado, se han sugerido excursiones a Venecia tanto de Michelozzo como de Donatello. Sin embargo, Janson sugirió que uno «no necesita ir hasta Venecia» para encontrar tales motivos. Fuera de Florencia, las virtudes eran comunes en las tumbas, con las virtudes cardinales utilizadas por los legos y las virtudes teologales reservadas para los eclesiásticos, como la tumba de Brancaccio. Sin embargo, las virtudes de Cossa, desde su cabello hasta sus sandalias, son más antiguas. Donatello también produjo dos virtudes de bronce similares para el baptisterio de Siena, cuya relación cronológica con las Virtudes de Cossa no está clara.
La Fe, de 1.05 m de altura, a la derecha de la Caridad, sostiene un cáliz eucarístico; la Caridad de 1.07 m de altura sostiene una cornucopia y un brasero (vasija en llamas); la Esperanza, de 1.06 m, a la izquierda de la Caridad, tiene las manos juntas en oración. La figura central de la Caridad es la más antigua y asimila representaciones clásicas de la Abundancia, Ceres y Juno, que eran simbolizadas con cornucopias en sus manos izquierdas. Además de subrayar la antigüedad del monumento, el objetivo principal de la altura considerable de las virtudes, mal terminadas, era agregar una distancia vertical adicional entre el espectador y la efigie, que tiene el efecto acumulativo de restar importancia a las peculiaridades de Cossa, favoreciendo a un pontífice genérico (es decir, una línea potencial de papas florentinos), al embotar la «inmediatez» del tropo de capilla ardiente, que de otro modo era dominante en las tumbas de pared del Quattrocento.

### Sarcófago e inscripción
Sobre las virtudes, sostienen el sarcófago cuatro ménsulas clásicas decoradas con hojas de acanto. En el espacio tríptico entre las ménsulas, de izquierda a derecha, se encuentran blasones familiares de Cossa con la tiara papal, el blasón papal y blasones familiares de Cossa con el capelo cardenalicio. El rilievo schiacciato —un tipo de bajorrelieve muy superficial promovido por Donatello— en el sarcófago de arquitrabe (2.12 m de ancho y 0.7 m de alto) representa dos putti o spiratelli («pequeños espíritus») que mantienen abierto un gran pergamino inscrito, tal vez al estilo de un breve apostólico. Los putti comparten muchas características con sus contrapartes antiguos, excepto por sus piernas cruzadas. La inscripción dice:

IOANnES QVOnDAM PAPA

XXIIIus. OBIIT FLORENTIE A

NnO DomiNI MCCCCXVIIII XI

KALENDAS IANVARII
Juan el anterior papa

XXIII. Muerto en Florencia

A.D. 1419, el 11.º

día antes de las calendas de enero

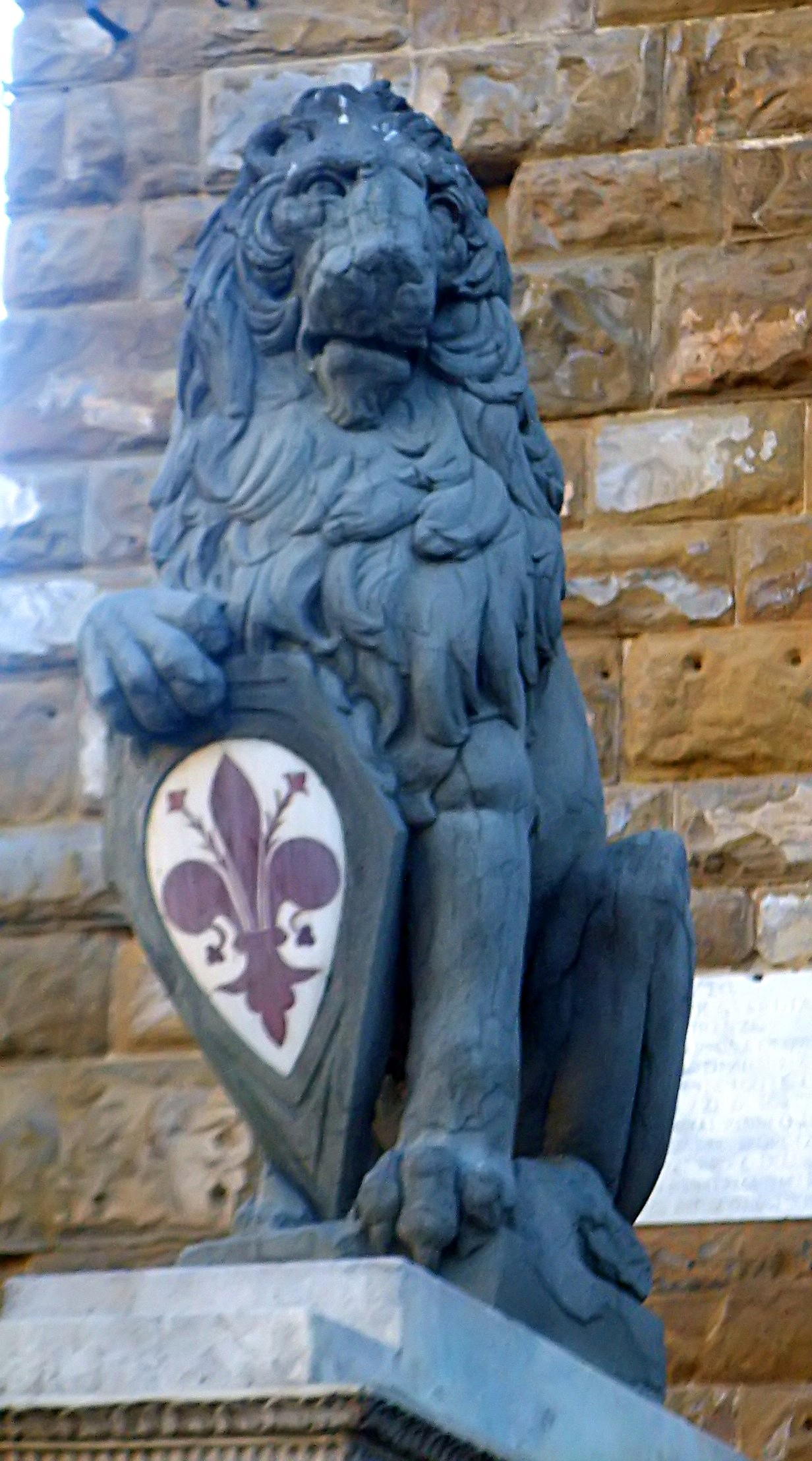
El Marzoccoera un símbolo del poderío florentino.

Martín V se opuso a una parte de la inscripción, IOANnES QVOnDAM PAPA, porque pensó que ello implicaba que Cossa había muerto siendo papa (quondam en latín podría significar «el primero» o «el último»). El uso de olim Papa, como era común en muchos documentos contemporáneos, en lugar de quondam Papa probablemente habría superado las objeciones de Martin V. Este último sugirió en cambio que Cossa fuese identificado como un cardenal napolitano, enfatizando así sumisión a él. Fuentes contemporáneas informan que la Signoria imitó la respuesta de Poncio Pilato con respecto a la inscripción en la cruz de Cristo: «Lo que he escrito, he escrito» (Juan 19:20-22). El propio Martin V fue enterrado debajo de un forjado de bronce sin decorado, el único ejemplo conocido de un monumento papal bidimensional, aunque también el primero que se estableció en la nave central de una basílica mayor, la archibasílica de San Juan de Letrán en Roma, y fundido en bronce.
Según Avery, la Ascensión de Cristo y la entrega de las llaves a San Pedro de Donatello pudo haber tenido la intención de compartir el frente del sarcófago, fortaleciendo aún más las asociaciones papales, creadas al fechar la muerte de Cossa usando las antiguas calendas romanas de enero, poco comunes en las tumbas florentinas pero usadas en las papales.

### Efigie
En la parte superior del sarcófago, el féretro de la efigie es apoyado por leones cuya forma imita las ménsulas del Trecento. Los leones podrían estar inspirados en el Marzocco florentino, como para marcar a Juan XXIII de la misma manera que una ciudad-Estado conquistada. Como el Marzocco de Donatello en el departamento papal en Santa Maria Novella transmitía la ambivalencia de Florencia hacia Martín V —como causa de prestigio al visitarla y un potencial adversario de la República—, los leones que sostienen al féretro contextualizan el apoyo del monumento a la pretensión de Juan XXIII al papado, remarcándolo como un reclamo florentino. Sin embargo, cualquier interpretación iconográfica de los leones debe hacerse a la ligera, ya que los leones son simbólicamente promiscuos y también son vistos como sostenes en tumbas anteriores, como la de Lapo de' Bardi (muerto en 1342) en el Bargello.

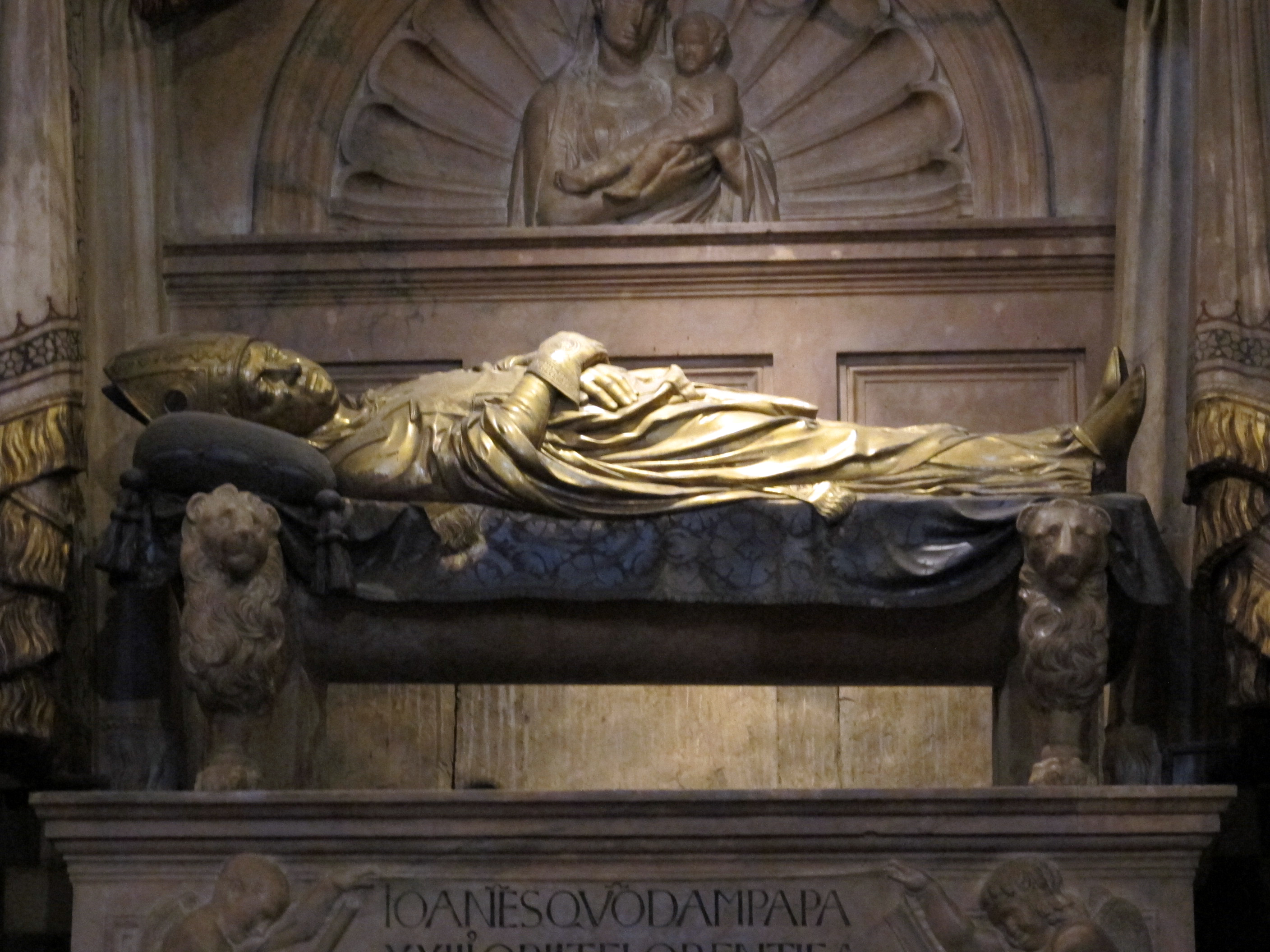
El sarcópago con el antipapa gisant o yaciente.

El féretro y el paño mortuorio sobre él se inclinan hacia el espectador con el león que sostiene de pie la cabeza 2 cm más cerca, lo que aumenta la visibilidad de la efigie, especialmente el rostro. La efigie de bronce dorado, de tamaño natural, no intenta defender el estatus papal de Cossa, que lo viste claramente con el traje de cardenal; la ropa de cama en la que descansa es de bronce no dorado. La apertura del sarcófago en el siglo XVI confirmó que la ropa funeraria real de Cossa coincidía con la efigie. No había precedente para una efigie tridimensional de bronce dorado en un monumento fúnebre italiano; sin embargo, hubo una estatua de bronce dorado de 1.83 m en el balcón del Palazzo della Briada en Bolonia, encargada por el papa Bonifacio VIII.
Algunos estudiosos sugieren que Donatello creó la efigie con la ayuda de una máscara mortuoria, pero otros no están de acuerdo.

### Canopia
Detrás de la efigie hay un pilono tripartito de 1.34 m con bordes moldeados sumidos que sostienen la cornisa y enmarcado por dos pilastras corintias adicionales. Arriba descansa el entablamento de una Virgen con Niño sobre un luneto, un motivo típico para una tumba, que simboliza la intercesión. Encima de la efigie y la Madonna hay una canopia arquitectónica con bordes dorados, decorado de flores con tallos estampados, que simular ser sostenido por un anillo de latón acanalado, una imposibilidad dado su peso. McHam sugiere que el baldaquino se basa en la «Cúpula del Cielo» y, por tanto, en el baldaquino de la entronización papal. Sin embargo, Lightbown es enfático en que la canopia de doble cortina enrollada contra los pilares no es un baldaquino, sino más bien un dosel de cama secular.

## Atribución

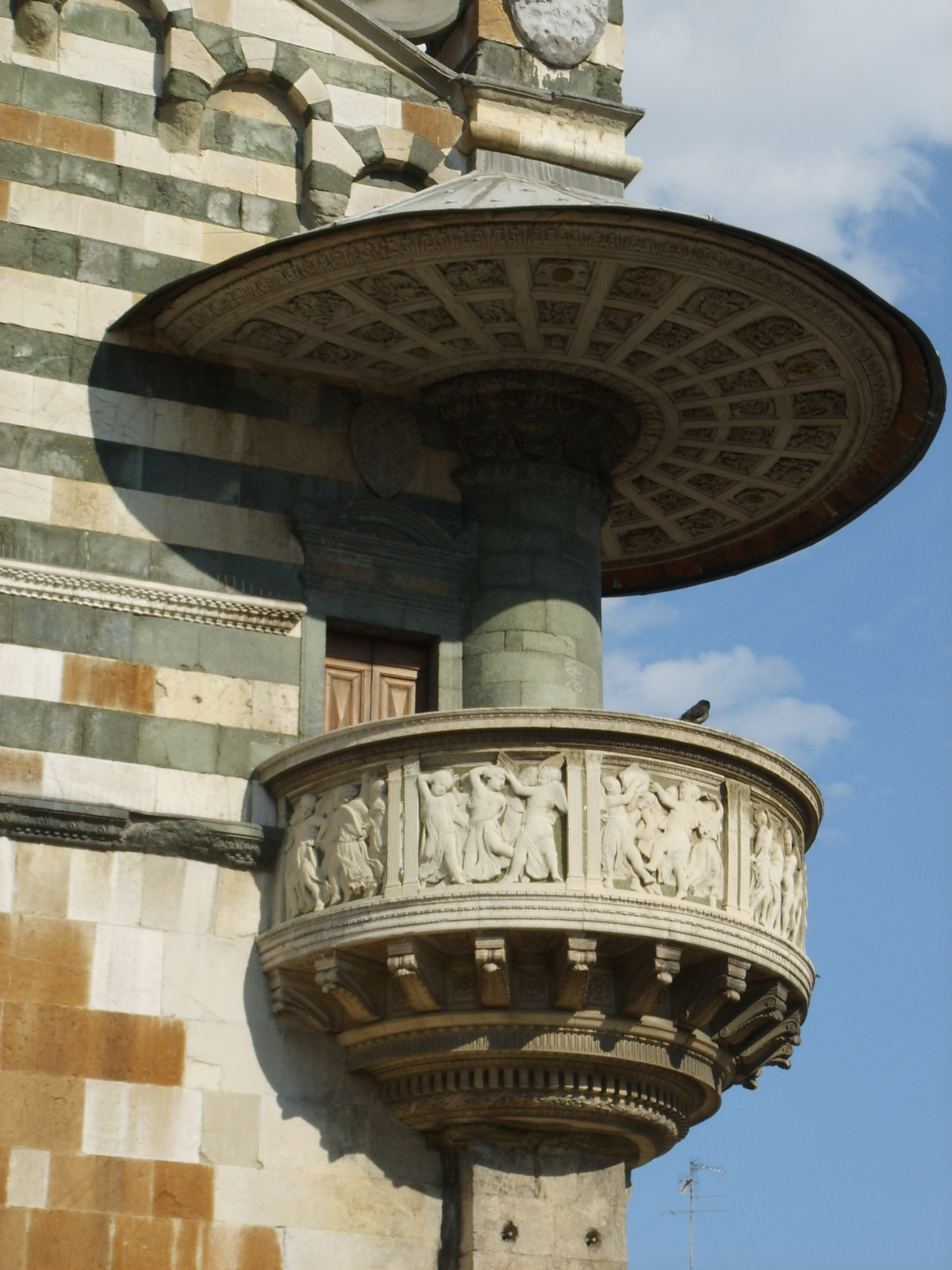
Púlpito externo del Duomo de Prato, otra colaboración de Donatello y Michelozzo.

Este monumento fúnebre fue la primera colaboración entre Donatello y Michelozzo, quienes trabajaron en la tumba del cardenal Rainaldo Brancacci en la iglesia de Sant'Angelo a Nilo de Nápoles —el sepulcro del secretario papal Bartolomeo Aragazzi en lo que ahora es el Duomo de Montepulciano— y el púlpito externo del Duomo de Prato. En el momento de su asociación, Donatello ya era conocido por sus estatuas de profetas y santos para el Duomo y Orsanmichele en Florencia, mientras que Michelozzo era más desconocido. Ambos habían trabajado durante un tiempo para Ghiberti, cuyo taller lideró la escultura florentina.
Casi todos los elementos del monumento han sido atribuidos ambos artistas por diferentes historiadores del arte. Estas caracterizaciones son principalmente de interés historiográfico: la atribución a Donatello es más una indicación de lo que valora cada comentarista que cualquier criterio objetivo; muchas veces, se atribuyen aspectos a Michelozzo explícitamente porque «no están tan bien ejecutados».
Las descripciones de 1475 a 1568 conceden toda la tumba, a excepción de la figura de la Fe, a Donatello. Algunas fuentes modernas revierten esta dicotomía, atribuyendo toda la tumba a Michelozzo, con la excepción de la efigie de bronce dorado. Algunas fuentes asignan a Donatello solo la efigie de bronce. Según Janson, del trabajo en mármol, solo los putti se puede atribuir a «la mano de Donatello». Las supuestas deficiencias de Donatello en la pieza de fundición o en la arquitectura se han propuesto como el motivo de su asociación con Michelozzo, además de su apretada agenda.